# Calotes grandisquamis
Espèce
Statut de conservation UICN

 LC  : Préoccupation mineure
Calotes grandisquamis est une espèce de sauriens de la famille des Agamidae.

## Répartition
Cette espèce est endémique d'Inde. Elle se rencontre dans les Anaimalai Hills et le mont Brahmagiri dans les Ghâts occidentaux.

## Publication originale
- Günther, 1875 : Second Report on Collections of Indian Reptiles obtained by the British Museum. Proceedings of the Zoological Society of London, vol. 1875, p. 224-234 (texte intégral).